# 파울로 라자렌코
파울로 이바노비치 라자렌코(우크라이나어: Павло Іванович Лазаренко, 1953년 1월 23일~)는 우크라이나의 전 정치인이자 유죄 판결을 받은 범죄자이며, 국제 도피자이다. 그는 1996년부터 1997년까지 우크라이나 총리를 역임했다.
라자렌코는 1953년 우크라이나 남부 농민 가정에서 태어났다. 1980년대 후반 정치에 입문하기 전까지 농업 분야에서 활동하였다. 그는 원래 드니프로페트로우스크주 주지사를 지냈으며, 1995년에는 에너지 업무를 담당하는 우크라이나 제1부총리로 임명되어 외국으로부터 에너지 확보를 책임졌다. 1년이 채 되지 않아 레오니드 쿠치마 대통령에 의해 총리로 임명되었으며, 1997년 7월 2일, 발레리 푸스토보이텐코에게 자리를 넘겨줄 때까지 약 1년간 재임했다.
라자렌코는 총리 재임 기간과 이후의 재판 과정에서 우크라이나 역사상 가장 부패하고 권위주의적이며 인기가 없는 정치인 중 한 명으로 기록되었다. 유엔 보고서에 따르면 그는 우크라이나 정부로부터 약 2억 달러를 횡령한 것으로 알려져 있다. 1999년 우크라이나를 탈출한 후 미국으로 도피하였으며, 미국에서 갈취, 자금 세탁, 전신 사기 혐의로 기소되어 유죄 판결을 받았다. 이후 1999년부터 현재까지 우크라이나 내 범죄 혐의로 인해 미국에 망명 중이다.

## 총리직
1996년 5월 28일, 레오니드 쿠치마는 기존의 "헌법 합의서"에 명시된 권한 내에서 라자렌코를 우크라이나 총리로 확정했다. 1996년 7월 10일, 우크라이나 새 헌법 채택 후 2주도 채 안 되어, 최고 라다는 라자렌코의 총리 임명을 승인했다.
1996년 7월 16일, 라자렌코는 키이우에서 보리스필 공항으로 가는 길에 차가 막혀 있던 근처에서 폭탄이 터지는 암살 시도를 견뎌냈다.

### 도네츠크 가문과의 갈등 및 반대파 살해 사건
라자렌코는 도네츠크에 기반을 둔 산업 및 정치 집단인 도네츠크 클랜과 경제 지배를 위한 길고 격렬한 투쟁에 관여했다. 이 집단은 빅토르 야누코비치가 이끌고 있었다.
라자렌코는 여러 정치적 반대자들의 죽음과 연결되어 왔으나, 암살에 대한 자신의 연루를 반복해서 부인해왔다. 1996년 11월 3일, 최고라다의 저명한 의원이자 천연가스 경영자인 예브헨 셰르반이 도네츠크 국제공항에서 살해되었는데, 이는 라자렌코에 대한 암살 시도 몇 달 후의 일이며, 일부 언론은 셰르반이 암살 시도에 역할을 했다고 비난했다.
총리직에서 물러난 후, 라자렌코는 경제 개혁에 적극적으로 참여했던 독립적인 국민의 대의원 바딤 헤트만의 암살도 지시했다고 전해진다.

### 민영화
내각을 책임지는 동안, 라자렌코는 많은 수익성 높은 사업 프로젝트를 통제하였으며, 후원 대가로 이익의 50퍼센트를 투기적으로 요구했다고 전해진다. 당시 그는 러시아 천연가스를 수입하는 독점기업인 우크라이나 통합에너지시스템의 CEO였던 율리아 티모셴코와 긴밀한 사업 관계를 유지했다. 《포브스》는 라자렌코와 티모셴코를 석유 및 가스 부문에서의 돈 횡령으로 인해 "우크라이나의 보니와 클라이드"라고 묘사했다.
그는 또한 쿠치마 대통령의 측근인 올렉산드르 볼코프를 대상으로 음모를 꾸몄을 수도 있다. 보도에 따르면, 볼코프는 암살 계획을 알아차리고 라자렌코에게 적절한 복수를 경고하는 전화를 걸었다고 한다.

### 부패
유엔 보고서에 따르면, 라자렌코는 재임 기간 동안 우크라이나 정부에서 약 2억 달러를 횡령한 것으로 알려져 있다.
라자렌코는 우크라이나 총리로서의 권한을 남용하여 사업가 페트로 키리첸코의 6천만 달러 이익 중 거의 50%를 갈취한 것으로 전해진다. 이후 라자렌코는 그에게 횡령 자금을 폴란드, 스위스, 앤티가 바부다, 그리고 결국 미국의 계좌로 세탁하는 일을 도와주도록 지시했으며, 미국에서는 유령회사를 통해 자신의 부동산 매입을 은폐하였다. 키리첸코는 절도 재산 수령 혐의 하나에 대해 유죄를 인정하고 라자렌코에 대한 증언에 동의하였다.
1998년에는 웨스트아메리카 은행의 덕스버리 계좌에서 230만 달러를 불법 이체했는데, 이 자금은 바하마에 있는 라자렌코의 레이디 레이크 은행 계좌로부터 추적될 수 있으며, 다시 뱅크 보스턴 로버트슨 스티븐스 계좌로 옮겨졌다. 이 계좌의 자금과 샌프란시스코의 유로펨드 계좌에 있는 자금 모두 라자렌코의 CARPO-53 계좌에서 나온 것으로 추적되는데, 이 계좌에는 나우코비 사기와 키리첸코로부터 갈취한 자금이 입금되었다. 총합해서 라자렌코는 스위스 은행 계좌에서 1,500만 달러 이상을 세탁한 것으로 밝혀졌으며, 이 자금은 최종적으로 키리첸코의 샌프란시스코 유로펨드 계좌로 흘러들어갔다. 2000년 6월, 제네바 법원은 라자렌코를 불법 수익 660만 달러 세탁 혐의로 부재자 재판에서 유죄 판결을 내렸다.
로이터 통신 기자 켈리 카와 브라이언 그로우가 진행한 특별 조사 보고서에 따르면, 라자렌코는 "감시 단체인 국제 투명성 기구에서 한때 세계에서 여덟 번째로 부패한 관리로 평가받았다"고 한다. 또한 "라자렌코의 형사 사건에 제출된 법원 기록과 별도의 민사 소송 서류, 그리고 사건을 잘 아는 변호사들과의 인터뷰를 통해, 라자렌코가 와이오밍주 샤이엔에 설립된 쉘 회사 하나를 통제하고 있으며, 이 회사는 다른 회사를 통해 우크라이나에 약 7,200만 달러 상당의 부동산을 소유하고 있음이 드러났다"고 전했다. 라자렌코의 쉘 회사는 캐피털 인베스트먼트 그룹으로 알려져 있다.
그는 에너지 부문 부총리와 총리 시절 우크라이나 가스 및 에너지 분야에서의 활동을 통해 대부분의 불법 자금을 획득한 것으로 알려져 있다. 자유유럽방송은 그가 미국에서 돈세탁 혐의가 있다고 보도했으며, 국제 투명성 기구의 가장 부패한 관리 명단에 꾸준히 이름을 올려왔다.
2004년 글로벌 부패 보고서에서는 라자렌코가 세계에서 가장 부패한 지도자 목록에 올랐으며, 8위로 평가받았고 그의 재산이 1억 1,400만 달러에서 2억 달러 사이에 달한다고 전했다.

## 사생활
라자렌코는 아내 타마라 (1954년 출생)와 결혼했으며, 아들과 두 딸이 있다. 《우크라이나 위클리》에 따르면, 1998년 스위스에서 체포될 당시 라자렌코의 아내와 자녀들은 샌프란시스코 근처 노바토에 있는 700만 달러 상당의 저택에 거주하고 있었다. 라자렌코의 아들은 2001년 4월 17일에 태어난 로만 라자렌코이다.
라자렌코는 현재 캘리포니아주 동부 샌프란시스코만 지역에 위치한 다니엘 호로위츠 법률 사무소의 변호사 옥사나 츠코바와 결혼했으며 , 이들 사이에는 세 자녀가 있다.